# برچیناتس
برچیناتس (به صربی: Berčinac) یک منطقهٔ مسکونی در صربستان است که در نیش واقع شده‌است.